# Widów (województwo mazowieckie)
Widów – wieś sołecka w Polsce położona w województwie mazowieckim, w powiecie grójeckim, w gminie Belsk Duży.
| SIMC    | Nazwa      | Rodzaj    |
| ------- | ---------- | --------- |
| 0614392 | Nowy Widów | część wsi |

Wieś szlachecka Widowo położona była w drugiej połowie XVI wieku w powiecie grójeckim ziemi czerskiej województwa mazowieckiego. W latach 1975–1998 miejscowość należała administracyjnie do województwa radomskiego.
Wieś przecina S7 (DK7).